# Теодоріх I (граф Фландрії)
Теодоріх (Тьєррі, Дітріх) Ельзаський (нім. Dietrich von Elsass, фр. Thierry d'Alsace; Бл. 1099/1101 — 17 січня 1168, Гравель) — граф Фландрський з 1128, син Теодоріха II, герцога Лотаринзького і його другої дружини Гертруди Фландрської, дочки Роберта I Фризького, графа Фландрії.

## Біографія
Із батьківських володінь у Лотарингії Теодоріх успадкував сеньйорію Біч. 2 березня 1127 був убитий Карл Добрий, граф Фландрії, котрий не залишив після себе спадкоємців. Скориставшись правами сюзерена на виморочений лен, король Франції Людовик VI передав Фландрію Вільгельму Кліто, що мав права на Фландрію через свою бабусю, Матильду Фландрську, що походила з Фландрського дому. Інвеститура Клітона титулом графа Фландрії відбулася 23 березня 1127 в Аррасі в обхід прав ряду ближчих родичів Карла Доброго.
Однак права на фландрський престол пред'явили ще цілий ряд претендентів. На титул графа Фландрії крім Вільгельма Клітона претендували: Генріх I, король Англії, що був по матері племінником Роберта I Фріза, графа Фландрії; Вільгельм Іпрський, майбутній граф Кентський, незаконний син дочки Роберта I; Балдуїн IV, граф Еноський, правнук по чоловічій лінії Балдуїна VI, графа Фландрії; Теодоріх Ельзаський, онук Роберта I по матері; Арнульф Данський, старший син сестри Карла Доброго. В результаті проти Вільгельма почалася війна. До всього іншого політика Вільгельма і його ставлення до фламандських свобод швидко зробили його непопулярним.
Серед інших претендентів більше інших досяг успіху Теодоріх. Теодоріх також отримав фінансову та військову підтримку англійського короля, не бажав переходу Фландрії під владу Вільгельма. У лютому 1128 проти Клітона виступили городяни Сент-Омера і Гента, в березні їх приклад наслідував Брюгге, а в травні — Лілль. Під контролем Вільгельма залишилася лише невелика територія на півдні графства. Вільгельма намагався підтримати його сюзерен, Людовик VI Французький, на вимогу якого архієпископ Реймса відлучив Теодоріха від церкви, а сам Людовик осадив Лілль. Але незабаром Людовику під тиском англійців довелося зняти облогу і відступити.
Однак Вільгельму вдалося домогтися низки успіхів. Він атакував Брюгге і в битві при Акспуле 21 червня завдав поразки нормандсько-лотаринзьким військам Теодоріха Ельзаського. Потім до армії Вільгельма приєдналися загони Готфріда I, графа Лювена, і з'єднані сили 12 липня осадили Альст, де знаходився Теодоріх Ельзаський. Але під час облоги Вільгельм був смертельно поранений з арбалета і 28 липня 1128 помер.
В результаті Теодоріх виявився переможцем. Незабаром його визнали графом всі фландрські міста. В 1132 Теодоріх помирився і з королем Франції, принісши йому васальну присягу. Довше інших йому чинив опір граф Ено Балдуїн IV, причому боротьба йшла переважно за вплив в Остревані і Камбре, але в підсумку Теодоріх і тут вийшов переможцем.
Ставши графом, Теодоріх досить швидко відновив добробут Фландрії і налагодив добрі стосунки як з містами, так і з фландрською знаттю. Попри васальну присягу, принесену королю Франції, Теодоріх підтримував тісні відносини і з королем Англії, а також і з імператорами Священної Римської імперії.
За час свого правління Теодоріх 4 рази вирушав до Святої землі. Перший раз він вирушив до Єрусалимського королівства, де правив його тесть, Фульк Анжуйський, в 1137, залишивши регенткою свою дружину Сибілу. Там він брав участь у переможній експедиції в Цезарею, а 1139 року допоміг Фульку в розгромі розбійників, що зміцнилися в Гааладі.
Після повернення в Фландрію Теодоріх виявився втягнутий в боротьбу знаті в Нижній Лотарингії після смерті герцога Готфріда II в 1142 новим герцогом став його малолітній син Готфрід III. Проти нього повстали два сеньйора. Завдяки допомозі Теодоріха заколот вдалося придушити, а натомість граф Фландрії отримав область Дендермонде, яку приєднали до його володінь.
В 1147 Теодоріх взяв участь у Другому хрестовому поході, який був організований королем Франції Людовиком VII і німецьким королем Конрадом III, залишивши регентами дружину Сибілу і старшого сина Балдуїна. Під час походу він послужив однією з причин виникнення тертя між хрестоносцями, зажадавши передати йому як феод Дамаск.
За час відсутності Теодоріха на Фландрію напав граф Ено Балдуїн IV, спустошивши Артуа, і відступивши тільки після того, як Сибіла відправила армію, спустошила у відповідь Ено. Після цього за посередництва архієпископа Реймса було укладено перемир'я на півроку. Повернувся додому Теодоріх в квітні 1150. Після закінчення терміну перемир'я він почав війну проти графа Ено, якого підтримали єпископ Льєжа Генріх II де Леєз і граф Намюра Генріх I. Після битви був укладений мир. Пізніше цей мир був скріплений весіллям дочки Теодоріха Маргарити і Балдуїна, спадкоємця Балдуїна IV. Завдяки цьому шлюбу Фландрія пізніше повернулася до першого фландрського дому.
Незабаром помер старший син Теодоріха, Балдуїн, внаслідок чого спадкоємцем став другий син Філіпп, якого батько в 1156 одружив на Єлизаветі Вермандуа, дочці графа Вермандуа і Валуа Рауля I.

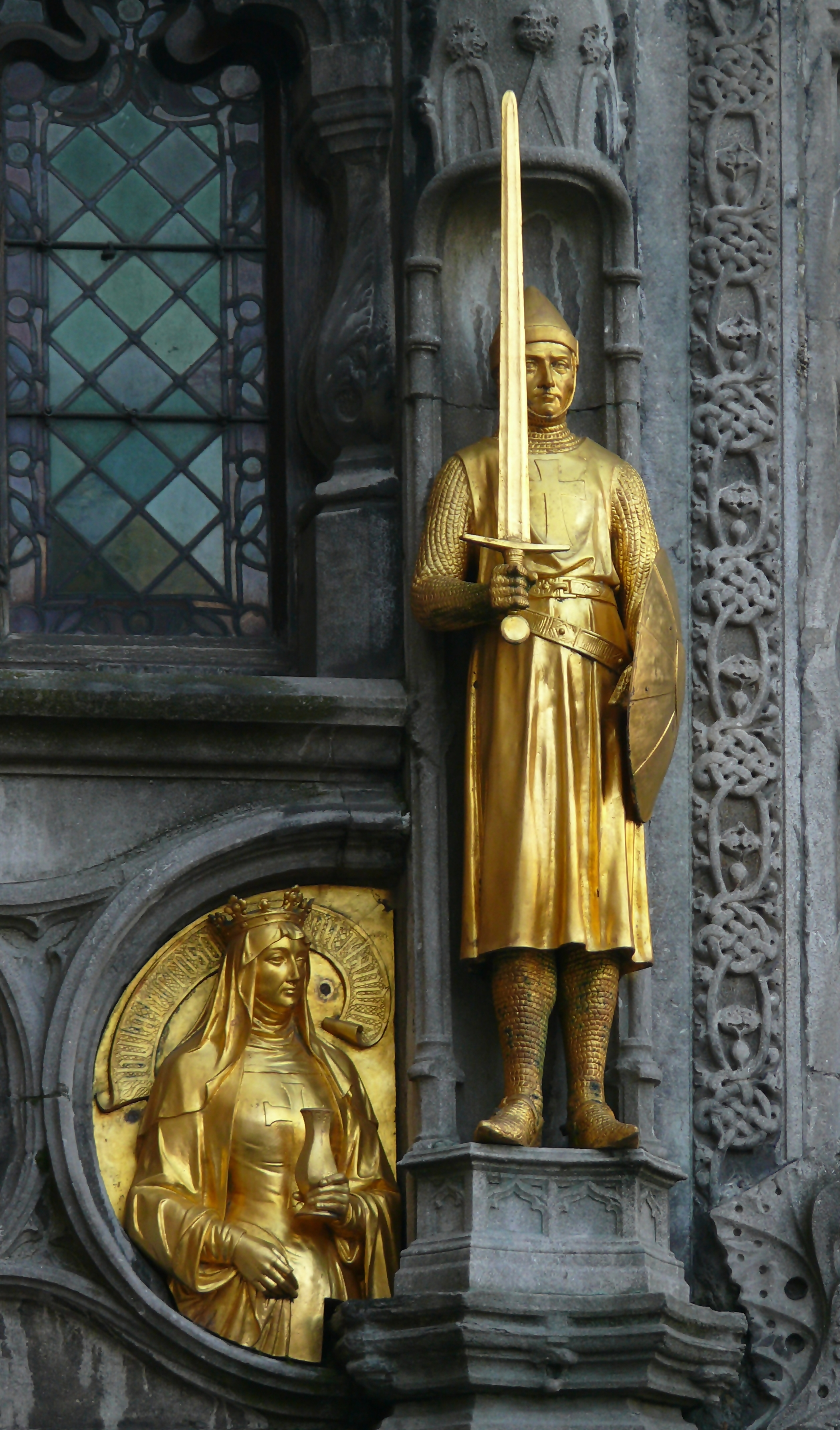
Статуя Теодоріха Ельзаського в Базиліці Святої крові в Брюгге

1157 року Теодоріх разом знову вирушив до Єрусалимського королівства, цього разу в супроводі дружини, залишивши регентом свого спадкоємця Філіпа. Там він взяв участь в армії короля Балдуїна III в облозі Шатель-Ружа в Антіохійському князівстві, а потім Шейзара в Оронті. Проте конфлікт між князем Антіохії Рено де Шатільйоном і Теодоріх завадив розвинути успіх, внаслідок чого Шейзар був залишений.
Під час відсутності Теодоріха, його спадкоємець Філіпп вплутався в боротьбу з графом Голландії Флорісом III, який утискав фландрських купців, він вирушив у військовий похід, розоривши Беверен. Повернувшись, Теодоріх знову взяв владу в свої руки, при цьому його дружина залишилася в Святій землі, постригшись в черниці.
В 1163 помер король Єрусалиму Балдуїн III, після чого в 1164 Теодоріх востаннє вирушив до Єрусалимського королівства, залишивши регентом знову Філіппа. У тому ж році Філіпп зустрівся в Ахені з імператором Фрідріхом I, отримавши від нього в лен Камбре.
Незабаром відновилася війна проти графа Голландії Флоріса III. Фландрською армією керували сини Теодоріха, Філіпп і Матьє, що став завдяки шлюбу графом Булонським. У війні на боці Фландрії брав участь також Готфрід III Лювенський В результаті Флоріс в 1165 потрапив у полон і перебував до 1167 року в ув'язненні в монастирі Святого Доната. Теодоріх повернувся в 1166. 1167 року був підписаний мир, який гарантував вільну торгівлю фламандським купцям в Голландії.
Помер Теодоріх 17 січня 1168. Під час його правління в Фландрії настав мир. Проведені Філіпом реформи забезпечили Фландрії економічний підйом, який продовжився під час правління сина Теодоріха. Крім того значно збільшилася територія графства.

## Родина
1 Дружина — Свангільда (пом. 4 вересня 1133)
Діти:
- Лоретта (бл. 1120—1170) — 1-й чоловік: з 22 вересня 1139 Ян (пом. 8 серпня 1145), граф Алоста і Гента; 2-й чоловік: з бл. 1150 (розл. 1152) Генріх II (пом. серпень 1167), граф Арлона і герцог Лімбурга; 3-й чоловік: з 1152 Рауль I Хоробрий (бл. 1094 —1152), граф де Вермандуа; 4-й чоловік: з бл. 1152/1159 (розл. 1163) Генріх I Сліпий (1111 — 14 серпня 1196), граф Намюра та Люксембурга.

2 Дружина (з 1134) — Сибіла Анжуйська (бл. 1112/1116 — 1165), дочка Фулька V, графа Анжу і короля-консорта Єрусалима і його першої дружини Ерембурги I (графині Мена), розведена дружина Вільгельма Клінтона, графа Фландрії.
Діти:
- Балдуїн (пом. до 1154).
- Філіпп I (бл. 1136 —1191) — граф Фландрії з 1168, граф-консорт Вермандуа 1167—1185.
- Матьє (бл. 1137 —1173) — граф-консорт Булоні з 1160.
- П'єр (бл. 1140—1176) — єпископ Камбре 1167—1173, регент в графстві Невер з 1176.
- Гертруда (пом. після 1176) — 1-й чоловік: з бл. 1155 (розлучення до 1162) Гумберт III (граф Савойський) (1136 — 4 березня 1189), граф Мор'єн і Савої; 2-й чоловік: після 1158 Гуго III Д'уаз (пом. 29 серпня 1189), Шателен Камбре.
- Маргарита I (бл. 1145—1194) — графиня Фландрії з 1191; 1-й чоловік: з бл. 1160 (визнається не доконаним) Рауль II (1145 —1176), граф де Вермандуа; 2-й чоловік: з квітня 1169 Балдуїн V (1150 — 17 грудня 1195), граф Ено.
- Матильда (пом. бл. 24 березня 1194) — абатиса Фонтевро в 1187.

Коханка  — невідома
Діти:
- Герхард Фландрський (пом. 1206), канцлер Фландрії.
- Вільгельм Брон (пом. до 1167).
- Конон.